# Anders Limpar
Anders Erik Limpar (Solna, 24 de setembro de 1965) é um ex-futebolista sueco que jogou as Copas de 1990 e 1994, além das Olimpíadas de 1988 e da Eurocopa de 1992.
Seu nome em húngaro é Limpár András, já que ele é descendente de húngaros. Em clubes, defendeu por mais tempo o Arsenal, onde atuou em 116 jogos, marcando 20 gols. Atuaria também por Brommapojkarna, Örgryte, Young Boys, Cremonese, Everton, Birmingham City, AIK, Colorado Rapids e Djurgårdens IF, antes de voltar ao Brommapojkarna em 2001. Problemas físicos forçaram Limpar a abandonar a carreira pela primeira vez em 2002.
Seis anos depois, voltou aos gramados como jogador e treinador do Sollentuna United, time da Division 2 (quarta divisão sueca), mas não chegou a entrar em campo em nenhuma partida, e Limpar reiterou sua aposentadoria como jogador no mesmo ano.